# Йоганн-Фрідріх Вессельс
Йоганн-Фрідріх Вессельс (нім. Johann-Friedrich Wessels; 28 травня 1904, Вільгельмсгафен — 9 лютого 1988, Ольденбург) — німецький військовий інженер, корветтен-капітан-інженер крігсмаріне. Кавалер Лицарського хреста Залізного хреста.

## Біографія
У квітні 1923 року вступив на флот. Протягом 14 років служив на різних кораблях, серед яких — лінкор «Сілезія» і легкий крейсер «Лейпциг». В сіні 1937 року вступив на флот. З березня 1937 по червень 1938 року — головний інженер підводного човна U-23, з грудня 1938 по квітень 1940 року — U-47, на якому здійснив 4 походи (разом 86 днів у морі), після чого служив інженером і навчальним офіцером 1-ї флотилії. З листопада 1942 по січень 1944 року — головний інженер U-198 (1 похід, 198 днів у морі), з серпня 1944 по березень 1945 року — U-870 (1 похід, 107 днів у морі). Решту війни служив на штабних посадах, а в кінці потрапив у британський полон. В січні 1947 року звільнений.

## Звання
- Оберкочегар (1 травня 1925)
- Кочегар-єфрейтор (1 квітня 1927)
- Машиніст-мат (1 листопада 1928)
- Обермашиніст-мат (1 листопада 1930)
- Машиніст (1 жовтня 1931)
- Обермашиніст (1 квітня 1932)
- Обенфенріх-цур-зее-інженер (1 жовтня 1936)
- Лейтенант-цур-зее-інженер (1 січня 1937)
- Оберлейтенант-цур-зее-інженер (1 червня 1938)
- Капітан-лейтенант-інженер (1 січня 1940)
- Корветтен-капітан-інженер (1 квітня 1944)

## Нагороди
- Медаль «За вислугу років у Вермахті» 4-го і 3-го класу (12 років)
- Залізний хрест
  - 2-го класу (25 вересня 1939)
  - 1-го класу (17 жовтня 1939)
- Нагрудний знак підводника (19 грудня 1939)
- Лицарський хрест Залізного хреста (9 березня 1944)
- Фронтова планка підводника в бронзі (4 жовтня 1944)